# Río Sapoá
El río Sapoá es un río de Costa Rica, perteneciente a la sub-vertiente norte de la vertiente del océano Atlántico. Nace en las faldas de la cordillera de Guanacaste, cruza el parque nacional Guanacaste, fluye hacia el norte por 32 km, pasa cerca del puesto fronterizo de Peñas Blancas, penetra en el departamento de Rivas, Nicaragua, y desemboca en el lago Cocibolca. Su nombre viene de la palabra náhuatl tzapotl, y significa "río de los zapotes".